# Asota egens
Asota egens är en fjärilsart som beskrevs av Arnold Pagenstecher 1890. Asota egens ingår i släktet Asota och familjen nattflyn. Inga underarter finns listade i Catalogue of Life.

## Bildgalleri

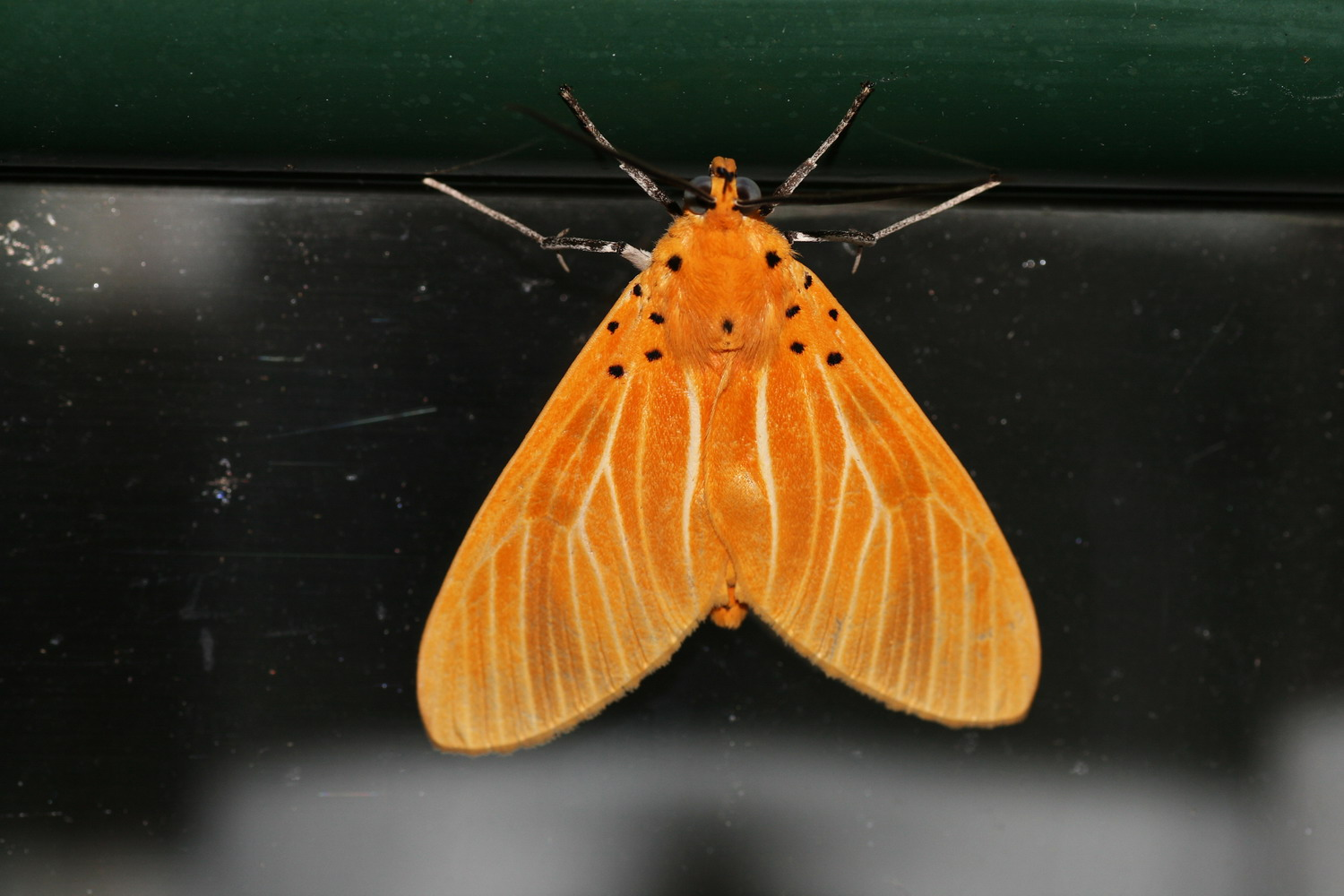
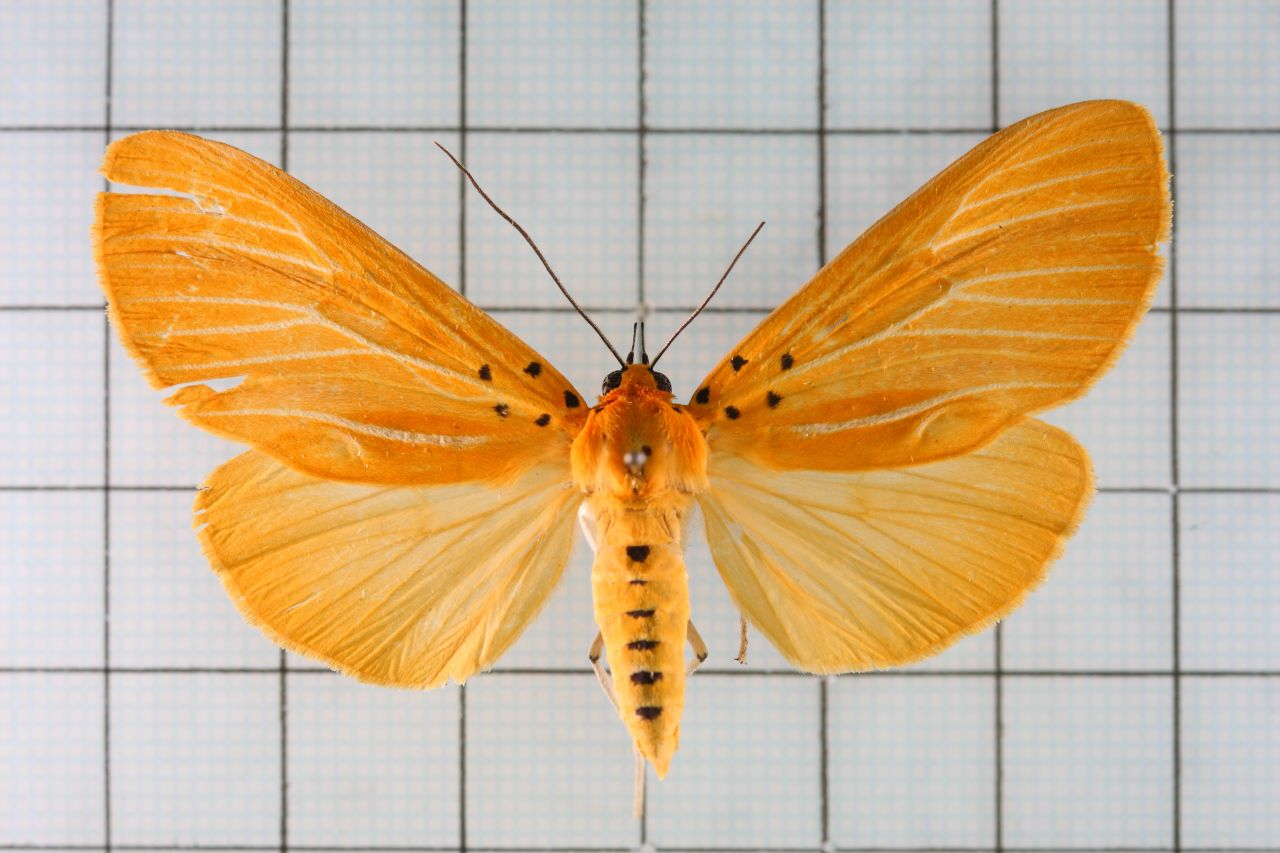
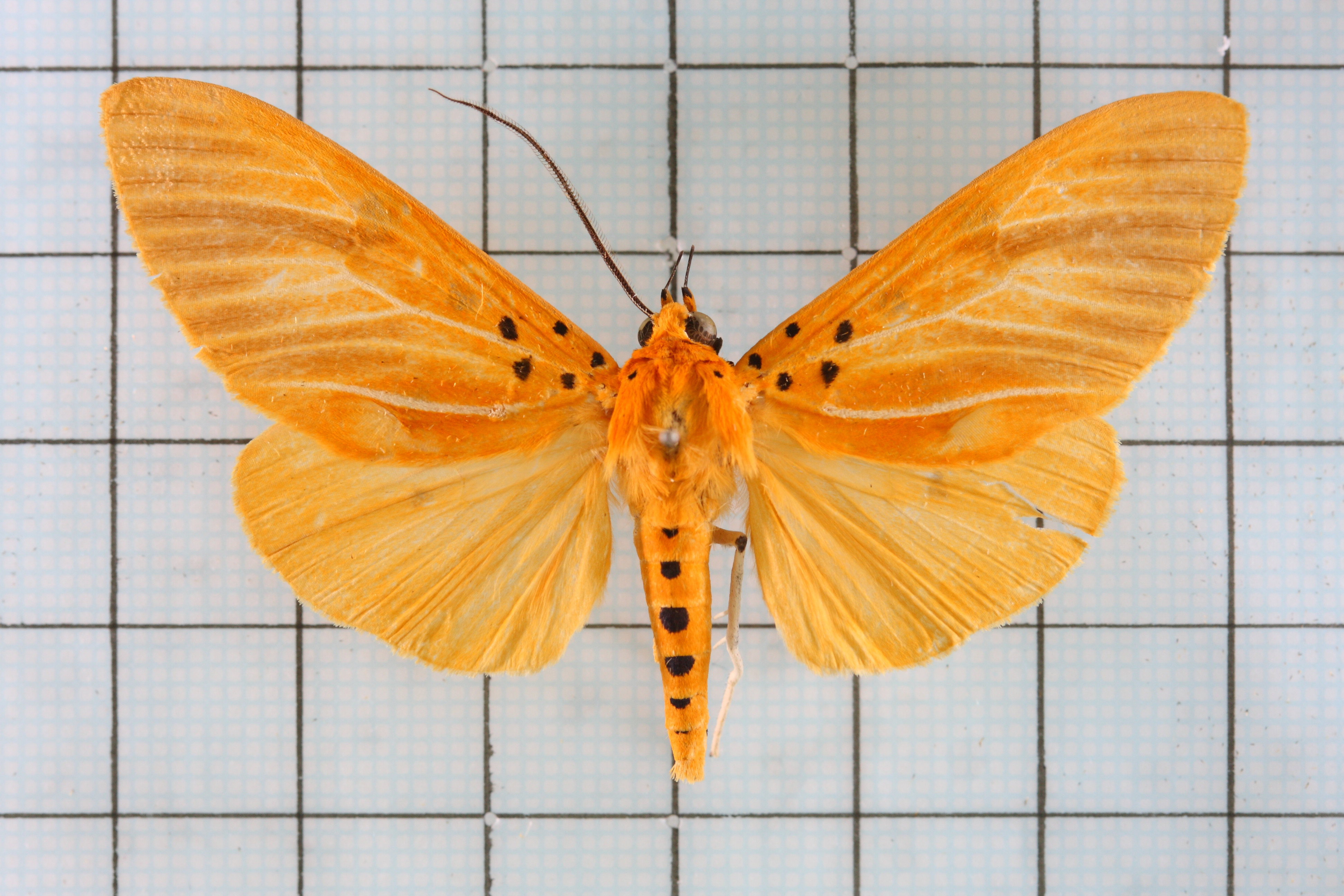
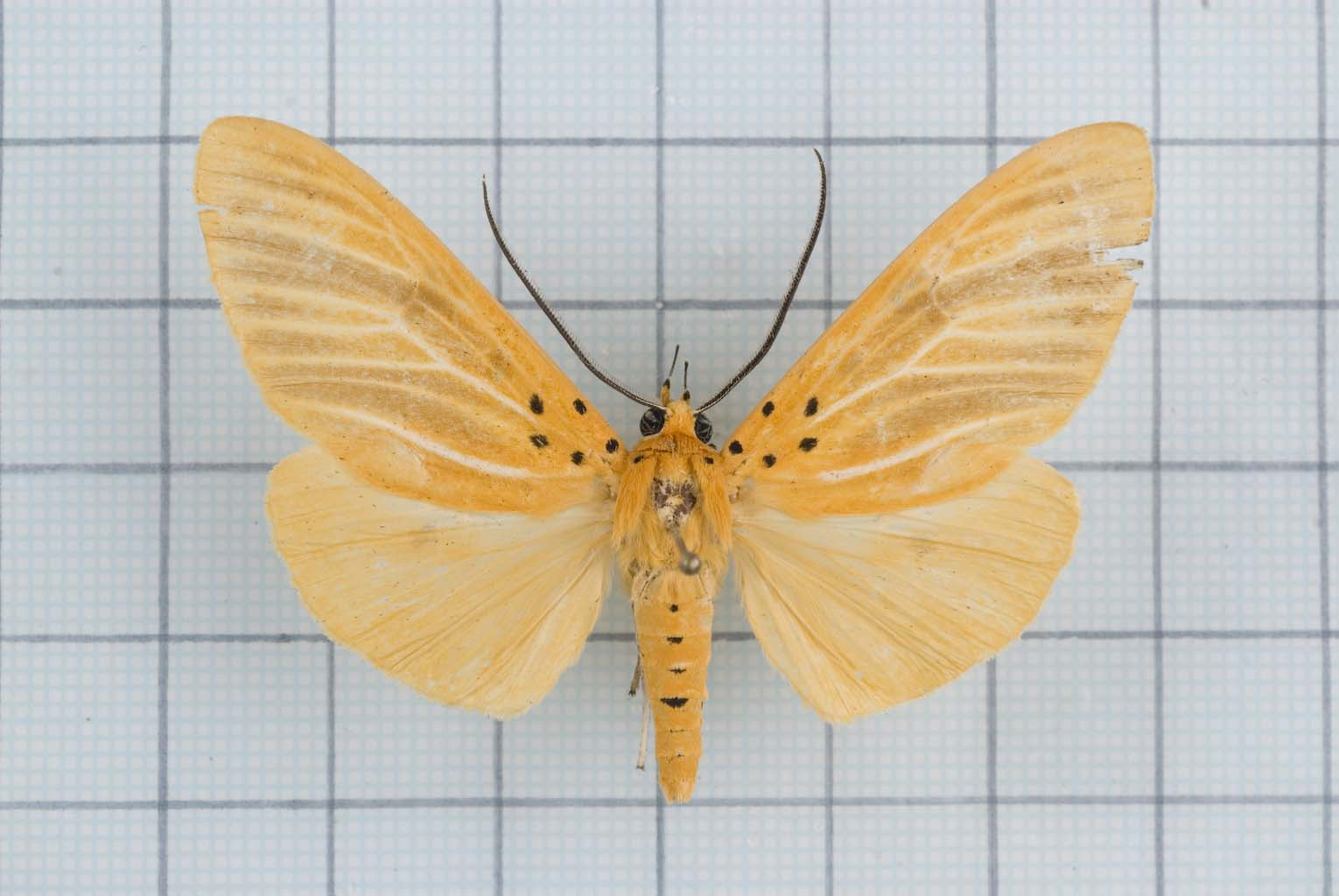